# Acrocercops laciniella
Acrocercops laciniella (tên tiếng Anh: Blackbutt Leafminer) là một loài bướm đêm thuộc họ Gracillariidae. Nó được tìm thấy ở New South Wales, Queensland, Victoria, South Úc, Tasmania và Ấn Độ. It has recently been found also ở New Zealand.
Sải cánh dài khoảng 10 mm.
Ấu trùng ăn các loài Eucalyptus, bao gồm Eucalyptus eugenioides, Eucalyptus pilularis, Eucalyptus piperita, Eucalyptus salignus và Eucalyptus triantha. Chúng cuộn lá làm tổ. Ấu trùng ăn lá non thành các vết lớn, không theo quy luật.